# 北軽井沢
北軽井沢（きたかるいざわ）は、浅間山北麓の一帯に位置する群馬県吾妻郡長野原町の大字である。郵便番号377-1412。面積は50.26km2。

## 地理
長野原町の西南部に位置し、浅間山の北東に広がる六里ヶ原の一画にある。北で同町応桑、東で浅間隠山の北稜を隔てて東吾妻町須賀尾、南東で高崎市倉渕町川浦（旧・倉渕村川浦）、南で長野県北佐久郡軽井沢町長倉、西で嬬恋村鎌原と接する。なお「北軽井沢」という地名は長野原町の大字の範囲を越え、嬬恋村側を含むかなり広い範囲で使用されている。
浅間山の黒い火山噴出物が主成分の土壌と、一面に広がるカラマツ林を中心に、秋の紅葉が美しい雑木林が混在するのが特徴的である。終戦直後に一部地域が開拓され、トウモロコシやトマト、レタス、白菜、ブルーベリーなどが特産。町中の至る所に高原野菜の直売所がある。明治初期に当初は馬の放牧場として開設され、戦後に群馬県へと移管された浅間家畜育成牧場（浅間牧場）が、早い時期に乳牛を導入させたこともあって、酪農も盛んに行われている。1970年代以降はリゾート地として開発され、施設が建設されている。別荘地としても独自の由来があり、その歴史も旧軽井沢に次いで古い。

### 気候
標高1,000m - 1,400mに位置し、夏は冷涼、冬は酷寒で亜寒帯湿潤気候に属する。冬は最低気温がマイナス20度以下になることも珍しくないが、日本海側気候でないので積雪量は比較的少ない。南側の軽井沢町内旧軽井沢周辺にあるような独特の湿気も少ない。

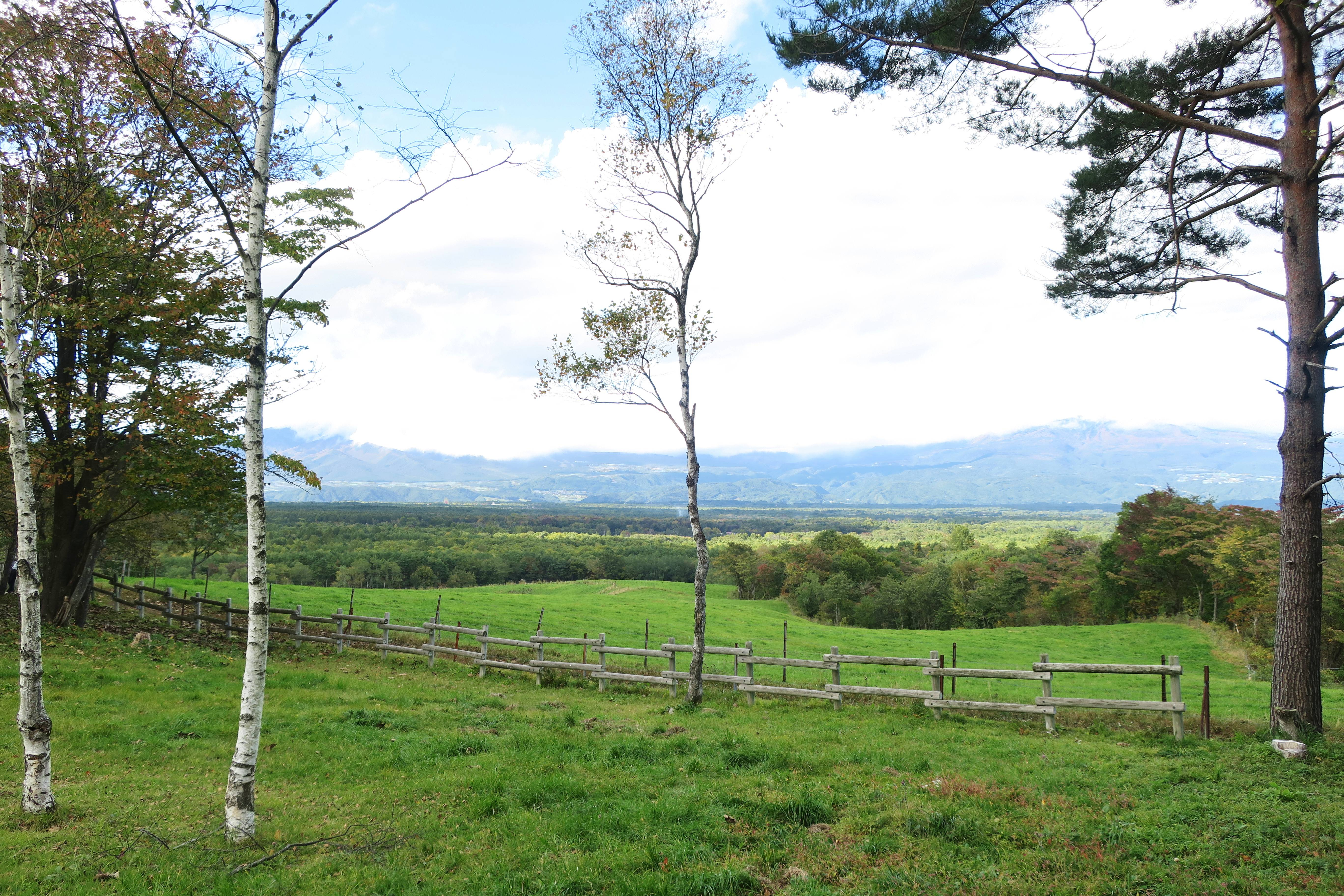
浅間牧場

## 歴史

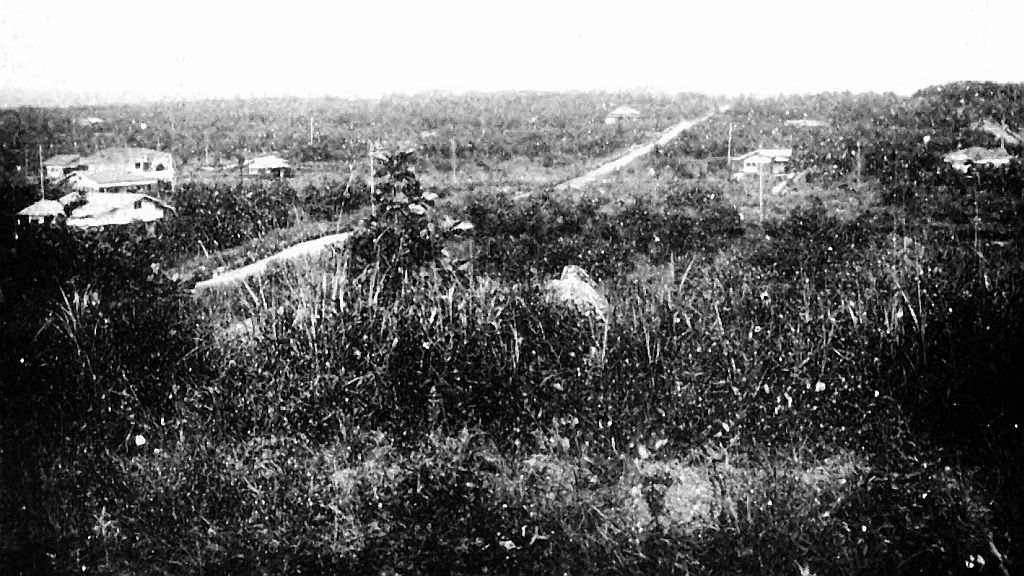
戦前の一匡村（『群馬県吾妻郡誌 追録 第1輯』より）

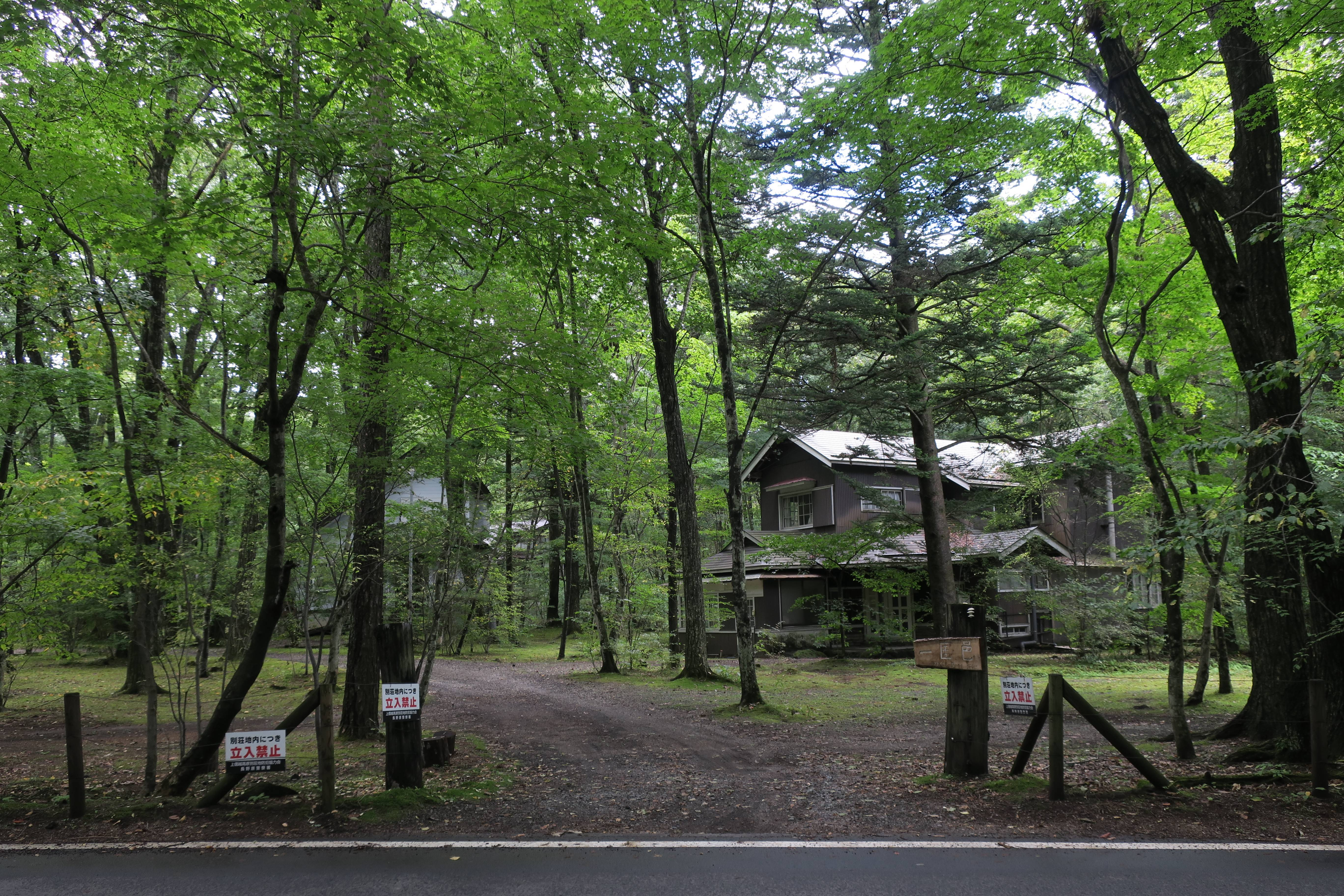
現代の一匡村（2018年）

大学村組合管理事務所

北白川宮能久親王を祀る牧宮神社

1882年（明治15年）、殖産興業、富国強兵により洋服の需要が増えたことから、綿羊の供給地として、また軍馬の養育地としてこのあたり一帯が選ばれ、大日本農会の会長だった北白川宮能久親王が放牧場「浅間牧場（吾妻農林牧場）」を開設したことにより、北軽井沢の開墾は始まった。明治維新で職を失った武士の救済策のひとつとして、ここに旧館林藩士たちが開拓移民として入植した。1895年（明治28年）の北白川宮没後に一帯の土地が民間に払い下げられ、分割されて草軽電鉄や亀沢牧場、現在の浅間牧場などの所有になった。
1909年（明治42年）、草軽電気鉄道の前身となる「草津興業」が発足。同社はスイスの登山電車のように高原や温泉へ避暑客・湯治客を運ぶとともに、貨物輸送を行って地域の発展を図ろうとする趣旨から創立された。1913年（大正2年）、軽井沢駅に隣接する新軽井沢駅から旧軽井沢駅（開業時は旧道駅）・北軽井沢駅（開業時は地蔵川駅）を経由して草津温泉駅に至る軽便鉄道の敷設に着手し、1915年（大正4年）には小瀬温泉まで、 1918年（大正7年）には北軽井沢駅まで開業。 1926年（大正15年）には草津温泉まで55.5kmに及ぶ高原鉄道が全線開通した。路線の延伸と並行して沿線地域が次々と開拓され、沿線の避暑地として軽井沢町内・北軽井沢・草津温泉の三つのエリア分けが行われていた。大正末期から昭和初期にかけて大学関係者の別荘地が次々造られたことで、何もなかった北軽井沢駅周辺の環境も整備されていった。
旧館林藩主の秋元子爵家が別荘を建てたことを嚆矢として、避暑のための別荘地として売り出されるようになった。1923年（大正12年）、旧制第一高等学校（東京帝国大学の予科）の同窓生らの団体「一匡社」が、草軽電気鉄道の勧めにより会員や家族の保養のために応桑に「一匡村」と称する共同名義による山小屋風の別荘群を建設・運営した。一匡村は後の別荘地のようなレジャー用の分譲地ではなく、食事・風呂等は共同、勉強会を開くなど、自給自足的な生活を送る場であったが、避暑地北軽井沢の別荘地の歴史の始まりであった。
1927年（昭和2年）にはこの付近に広大な土地を所有していた法政大学学長松室致が、自身が所有する土地を学者・文人・芸術家らに分譲し、政治家・財閥・華族等のエスタブリッシュメント向けではなく文化人向けの静謐な保養地・避暑地を創設することを発意。これに賛同した野上豊一郎や安倍能成ら夏目漱石門下の文化人らとともに別荘地「法政大学村」（現・「社団法人北軽井沢大学村組合」、通称「大学村」）を開いた。元々この辺りは「地蔵川」という地名であったが、「大学村」の関係者が避暑地・別荘地として当時から著名であった「軽井沢」（長野県北佐久郡軽井沢町旧軽井沢）の北に位置することからこの地を「北軽井沢」と呼び始めた。それに倣うように草軽電気鉄道の駅名も、1927年（昭和2年）に「大学村」の寄贈により駅舎を改築したことから、その際に「地蔵川駅」から「北軽井沢駅」（旧北軽井沢駅舎は現存、下記参照）へと改称された。駅舎正面の欄間には、「大学村」の開村に関わりの深い「法政大学」の頭文字である“H”が刻まれている。1960年（昭和35年）4月に、新軽井沢 - 上州三原間の草軽電気鉄道が廃止された後も、「北軽井沢」の駅名は草軽交通のバスターミナル名（現在はバス停のみ）に継承され、地名として定着していった。
第二次世界大戦後、農地解放が行なわれると、満州や蒙古からの引揚者が浅間山麓周辺に多く入植し、農地や牧場へと開拓されていった。1948年（昭和23年）には開拓農協が作られ、1951年（昭和26年）には、日本初のオールカラー映画『カルメン故郷に帰る』のロケ地にもなるなど、農業地として、観光・保養地として人気を集めるようになった。軽井沢町内にも「南原会」文化村など学者や文化人が集まる別荘地が昭和時代初期からあるが、「大学村」は軽井沢町内のような大手資本・開発業者による別荘地ではなく、創設から大学関係者が関わっていたため知識人によるある種進歩主義的な気風を帯び、彼らが組合を作って自治を行っていた。このためその後も岩波茂雄、田邊元、野上弥生子（野上豊一郎の妻）、谷川徹三、吉田健一、芥川比呂志・芥川也寸志兄弟、岸田國士・岸田今日子父娘らが別荘を構え、リゾート地として繁栄していった軽井沢町内の喧騒を離れ、ひっそりと過ごした。現代においても大江健三郎や谷川俊太郎は夏の間創作活動を「大学村」の自身の別荘にて行っていることを公にしており、北軽井沢大学村組合の運営にも関与している。
「大学村」以外においては軽井沢町内のリゾート開発と同様、西武・東急など大手資本が既に大正時代からこの地にも目を付け、別荘地開発を行った。戦後は三井不動産が大規模開発を手掛けている。長野原町の成立後は、同町大字地蔵川、または大字地蔵堂、大字応桑大屋原などとなったが、「北軽井沢」という名称が旧北軽井沢駅舎付近を中心に、鬼押出し園や浅間園のある嬬恋村東南部等も含めた総称として使われてきた経緯や、バブル期にリゾート地として売り出された背景などもあり、長野原町の正式な字名となった。当時の新聞では軽井沢町内と比較されて取り上げられた。その後の別荘ブームの進展に伴い、磯村建設などの新興デベロッパーが投機目的の物件を販売、乱開発の様相も呈した。バブル期には紀州鉄道など後発の企業も開発に参入、大規模なホテルやゴルフ場などの施設が増え、リゾートマンションも建設されたが、軽井沢町内と異なりバブル期以降大規模開発の波は沈静化した。リゾートとしての人気は観光地化した軽井沢町内に集中していることから、軽井沢町内に比べ旧来の避暑地・開拓地としての鄙びた雰囲気を維持している。
開拓以来の農家が点在し、農場・牧場が広がっているほか、軽井沢町内では行われていないクラインガルテン（「滞在型市民農園」）もある。大規模な商業施設はなく、未開発の原野や未舗装道路も残されている。
軽井沢町に臨接し、またその名がついていることもあり、バブル期には軽井沢の一部として軽井沢町内同様に不動産価格が高騰したが、その後価格は下落しており、現在は北側の草津温泉エリアの別荘地として販売されている場合もある。別荘利用者の定住は多くなく、長野原町・嬬恋村とも人口は減少している。

## 世帯数と人口
2017年（平成29年）8月31日現在の世帯数と人口は以下の通りである。
| 大字     | 世帯数  | 人口    |
| -------- | ------- | ------- |
| 北軽井沢 | 735世帯 | 1,598人 |

## 小・中学校の学区
町立小・中学校に通う場合、学区は以下の通りとなる。
| 番地 | 小学校               | 中学校                 |
| ---- | -------------------- | ---------------------- |
| 全域 | 長野原町立浅間小学校 | 長野原町立長野原中学校 |

## 交通

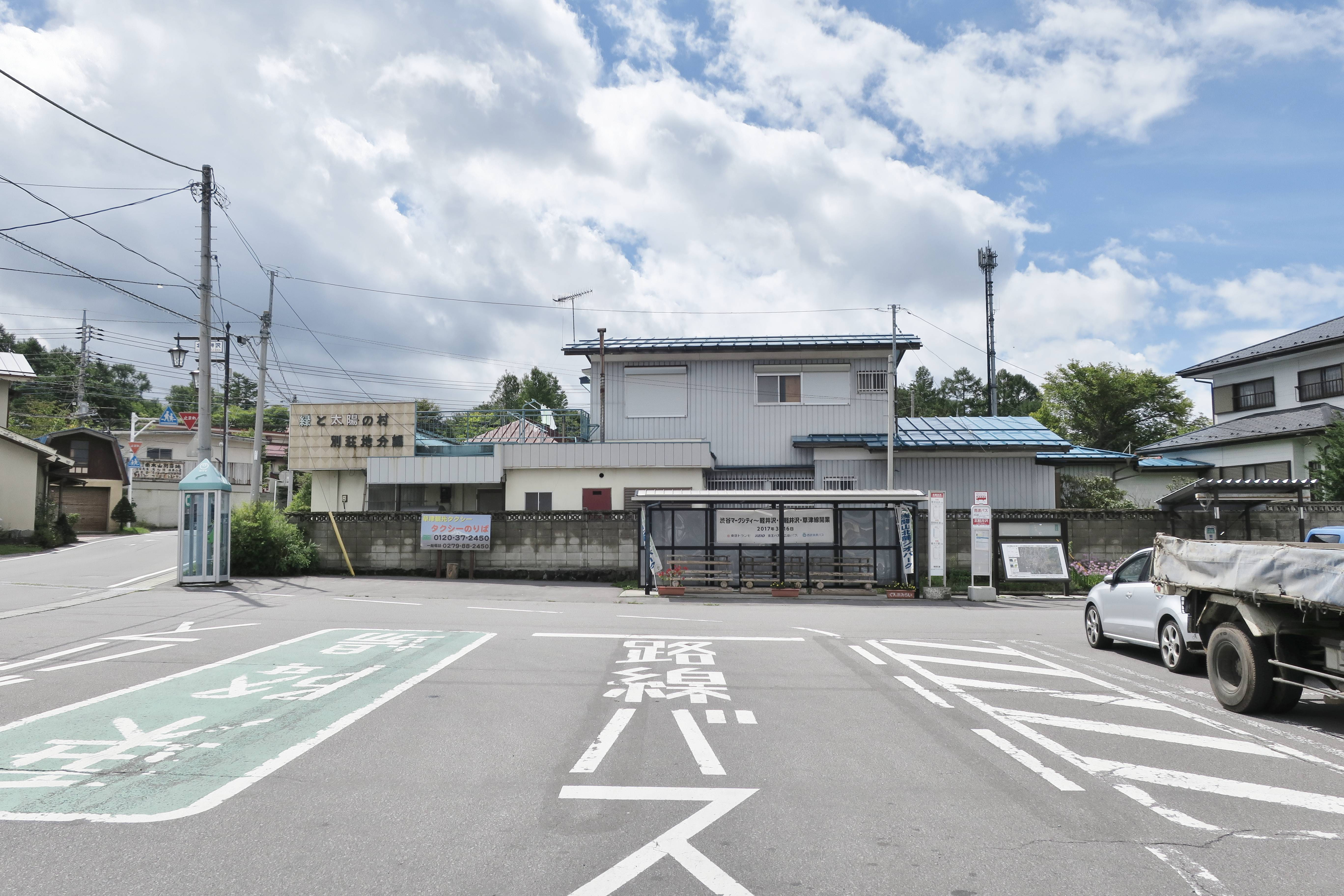
北軽井沢バス停

公共交通手段は草軽交通のバスが軽井沢駅、草津温泉、吾妻線の長野原草津口駅または羽根尾駅の各所と北軽井沢とを結んでいる。草軽交通のバス路線の中でも輸送の区切りとなる要所となっている。また、北軽井沢バス停付近に「北軽観光タクシー」の待機所あり（タクシー車輌が待機していない場合は、電話番号が標記されていて、タクシーを呼ぶことができる）。

## 文化
旧北軽井沢駅は、日本初のカラー映画である『カルメン故郷に帰る』のロケ地にもなっており、当時から風光明媚な地域として注目されていた証左であろう。この地のシンボルとも言える旧北軽井沢駅舎は、2006年（平成18年）9月15日に国の登録有形文化財に登録され、夏期など期間限定で無料開放されている。
野外音楽ホールと宿舎を併設した施設があり、古くは桐朋学園が合宿所として利用していた。その後長らく放置され荒れ放題になっていたが、ホールは近年再整備が進みつつある。2005年（平成17年）からは毎年8月前半に、このホールと近辺のホテルを利用してチャールズ・ナイディックらがクラリネットの合宿を開催し、日本・韓国などの音楽学校生やフリーの演奏家で賑わう。
毎年2月初旬には「北軽井沢炎のまつり」（浅間高原雪合戦）、7月初旬に「北軽井沢マラソン」（2010年度は中止）、8月半ばには「北軽井沢高原まつり」（花火大会）が、恒例行事として開催されている。

## 施設

北軽井沢住民センター

- 北軽井沢住民センター
- 旧草軽電鉄北軽井沢駅駅舎
- 北軽井沢観光協会 (北軽井沢ふるさと館)
- 浅間牧場
- 長野原町立北軽井沢小学校 (閉校)
- 北軽井沢郵便局
- 軽井沢高原ゴルフ倶楽部

## 避難所
当町には長野原町から指定された避難所が2つある。
- 長野原町立北軽井沢小学校
- 北軽井沢住民センター